# 허시 베어스
| 허시 베어스   | |
| 콘퍼런스      | 동부 콘퍼런스 |
| 디비전        | 애틀랜틱 디비전 |
| 설립연도      | 1938년 |
| 해체연도      | |
| 역사          | 허시 베어스 (1938년~현재) |
| 경기장        | 자이언트 센터 |
| 연고지        | 펜실베이니아주 허시 |
| 상징색        | 초콜렛 브라운, 황갈, 하양, 코코아 브라운 |
| 구단주        | 허시 베어스 하키 클럽 |
| 단장          | 더그 잉스트 |
| 감독          | 트로이 만 |
| NHL 제휴      | 워싱턴 캐피털스 |
| ECHL 제휴     | 사우스캐롤라이나 스팅레이스 |
| 정규시즌 우승 | 7 (1943, 1958, 1981, 1986, 1988, 2007, 2010)                                                                                                  |
| 콘퍼런스 우승 | 23 (1941, 1942, 1945, 1947, 1949, 1954, 1958, 1959, 1961, 1963, 1965, 1969, 1974, 1976, 1980, 1986, 1988, 1997, 2006, 2007, 2009, 2010, 2016) |
| 디비전 우승   | 17 (1939, 1944, 1947, 1952, 1967, 1968, 1969, 1976, 1981, 1986, 1988, 1994, 2007, 2009, 2010, 2015, 2016)                                     |
| 칼더 컵       | 11 (1947, 1958, 1959, 1969, 1974, 1980, 1988, 1997, 2006, 2009, 2010)                                                                         |
| 영구 결번     | 3, 8, 9, 16 |

허시 베어스(Hershey Bears)는 미국 펜실베이니아주 허시를 연고지로 하는 AHL의 동부 콘퍼런스 애틀랜틱 디비전 소속 아이스 하키팀이다.

## 역대 홈경기장
| 허시 베어스        |               |          |                     |                                                                  |
| 경기장             | 사용기간      | 수용인원 | 장소                | 비고                                                             |
| 허시 아이스 팰리스 | 1932년~1936년 | 빈칸     | 펜실베이니아주 허시 | 빈칸                                                             |
| 허시파크 아레나    | 1936년~2002년 | 7,286명  | 펜실베이니아주 허시 | 허시 스포츠 아레나 (1936년~1972년) 현재 연습경기장으로 사용중임. |
| 자이언트 센터      | 2002년~현재   | 10,500명 | 펜실베이니아주 허시 | 빈칸                                                             |